# Kenz-Küstrow
Kenz-Küstrow è un comune del Meclemburgo-Pomerania Anteriore, in Germania.
Appartiene al circondario (Kreis) di Pomerania Anteriore-Rügen ed è parte della comunità amministrativa (Amt) di Barth.

## Geografia fisica
Kenz-Küstrow si trova a circa quattro chilometri a sud di Barth . Il nord-est del comune confina con la Grabow. La costa è prevalentemente paludosa. Il torrente Zipker sfocia in laguna, e costituisce anche il confine meridionale del comune. La latitudine aumenta in direzione nord-sud fino alla cresta e Küstrow Rubitz ad oltre trenta metri. Nel nord della cresta si estende quasi fino alla costa Boddaen.

## Distretti
- Dabitz
- Kenz
- Küstrow
- Rubitz
- Zipke

## Storia
Küstrow e Dabitz sono stati citati per la prima volta nel 1280, Kenz è stata citata nel 1313 e Rubitz in documenti nel 1317. Appartenevano fino al 1325 al Principato di Rügen. Con la comparsa di Maria Pomerana, miracolosa fontana, Kenz è stato dal 1395 un importante luogo di pellegrinaggio, poi si perse la fontana e nessuno trovò più il luogo del pozzo. Solo a fine del 18 Secolo, il pozzo è stato riscoperto e Kenz divenne uno dei centri termali più importanti in Western Pomerania. Dopo il passaggio di Pomerania svedese alla Prussia e l'assegnazione alla Provincia di Pomerania nel 1815 il centro termale, ben presto perdette importanza e fascino e in pochi anni chiuse. Nel novembre 1872 un'alluvione colpi il Baltico e assieme ad una forte mareggiata quell'anno venne distrutta gran parte della città. 
La comunità è stata fusa nel dicembre del 1999 con i comuni e Kenz Küstrow.

## Monumenti
- Chiesa Kenzer dal 14 secolo
- Primavera "Miracolo" in Kenz, Kenzer Gesundbrunnen
- Crocifisso trionfale in Kenz